# Raionul Brodî, Liov
Brodî (în ucraineană Бродівський район, transliterat: Brodivskîi raion) este un raion în regiunea Liov, Ucraina. Reședința sa este orașul Brodî.

## Demografie
Componența lingvistică a raionului Brodî
     Ucraineană (98,27%)
     Rusă (1,56%)
     Alte limbi (0,09%)
Conform recensământului din 2001, majoritatea populației raionului Brodî era vorbitoare de ucraineană (98,27%), existând în minoritate și vorbitori de rusă (1,56%).